# نادي نينوى
نادي نينوى الرياضي هو أحد أندية محافظة نينوى تأسس عام 2003 في الموصل يقع مقر النادي في منطقة الغابات قرب الجسر الخامس.

## ألعاب النادي
- كرة القدم
- كرة القدم للصالات
- الرماية
- كرة الطاولة
- كرة الطائرة
- التايكواندو
- العاب القوى
- السباحة
- الشطرنج
- البلياردو
- بناء الأجسام